# Universidad de Chongqing
La Universidad de Chongqing (por sus iniciales en inglés CQU), en chino 重庆大学, es una universidad pública nacional ubicada en Chongqing, China. La universidad está afiliada al Ministerio de Educación de China y copatrocinada por el Ministerio de Educación, el Gobierno Popular Municipal de Chongqing y SASTIND. La universidad forma parte del Proyecto 985, Proyecto 211 y del Plan Universitario Doble Primera.
La Universidad de Chongqing destaca en Arquitectura, Ingeniería Eléctrica, Ingeniería Civil, Ingeniería Mecánica, Ingeniería Metalúrgica y Ciencias de la Gestión.Según el Ranking Académico de Universidades del Mundo de 2021, ocupa el puesto 201-300 en el mundo.

## Historia

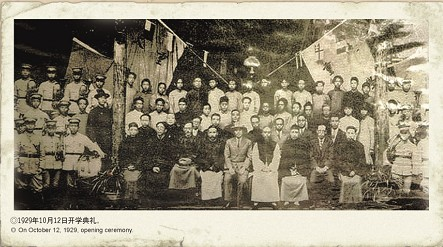
Ceremonia de inauguración el 12 de octubre de 1929.

La Universidad de Chongqing fue fundada en 1929, cuando algunos profesores nacidos en Chongqing, que trabajaban en la Universidad de Chengdu, decidieron fundar una nueva universidad en Chongqing. La universidad fue fundada con la ayuda del general Liu Xiang, con su participación en la fundación del Comité Preparatorio de la Universidad de Chongqing. El 12 de octubre comenzó el primer semestre de la Universidad de Chongqing y el Comité Preparatorio de la Universidad de Chongqing publicó la "Declaración de Fundación de la Universidad de Chongqing", que declaró que los talentos y la educación son la fuerza impulsora del desarrollo del país y del mundo.
En 1937, la capital Nanjing fue ocupada por los japoneses. El gobierno chino ordenó que todas las agencias se trasladaran a Chongqing y continuaran resistiendo la agresión japonesa. Esta orden resultó en la reubicación de la Universidad Nacional Central en Chongqing, donde la Universidad de Chongqing le regaló 200 mu de terreno, y se estableció una relación de cooperación entre las dos universidades. Muchos profesores enseñaron en las dos universidades durante el tercer período, incluidos Li Siguang, Xu Beihong, Wu Guanzhong, Ma Yinchu, He Lu y Lu Zuofu.
En 1942, la Universidad de Chongqing se convirtió en una universidad nacional integral que constaba de seis facultades de artes liberales, ciencias, ingeniería, derecho y medicina.
En 1952, la reestructuración nacional de la educación superior convirtió a la Universidad de Chongqing en una universidad multidisciplinar orientada a la ingeniería dependiente del Ministerio de Educación. En 1960, la Universidad de Chongqing fue designada como una de las primeras universidades nacionales clave. Desde la implementación de la política de reforma y apertura en China, la Universidad de Chongqing ha enfatizado el desarrollo de disciplinas como humanidades, administración de empresas, arte y educación deportiva, y ha acelerado el proceso de convertir la universidad en una institución integral de educación superior.

### sigloXXI
La Universidad de Chongqing tiene 28 escuelas más la escuela de posgrado, la facultad de ciencia y tecnología de la ciudad, la de educación continua y la de educación en línea. La universidad tiene matriculados una media total de 50.000 estudiantes, de los cuales 20.000 son estudiantes de maestría y doctorado, y 30.000 son estudiantes de pregrado. La universidad posee 24 estaciones de trabajo móviles para estudios posdoctorales, 133 programas de doctorado, 256 programas de maestría, 18 programas de maestría profesionales, MBA, EMBA, MPA, maestría en ingeniería y 89 programas de licenciatura en 8 categorías académicas de ciencias, ingeniería, arte, economía, gestión, derecho, agricultura y educación.
Actualmente, la universidad cuenta con un total de 5.400 profesores y personal, incluidos 2.700 profesores a tiempo completo, 3 miembros de la Academia China de Ingeniería, 12 miembros contratados de otras instituciones, 6 miembros del equipo de evaluación de materias del comité de títulos académicos bajo el Consejo de Estado, 4 científicos jefes del Programa 973 nacional, 4 "jóvenes expertos con contribuciones distinguidas" a nivel estatal, 500 supervisores de doctorado, 1.700 profesores titulares y profesores asociados.
El campus de la Universidad de Chongqing cubre un área total de 5.500 mu (alrededor de 178 hectáreas), con 1,60 millones de metros cuadrados de espacio de construcción. En 2001, se creó el Parque Tecnológico de la Universidad de Chongqing, como uno de los 22 parques tecnológicos universitarios a nivel estatal en China.

## Academia

### Organización académica
Fuente: 
Facultad de Artes y Ciencias
- Instituto de Estudios Avanzados en Humanidades y Ciencias Sociales
- Facultad de Artes Liberales
- Facultad de Economía y Administración de Empresas
- Escuela de Asuntos Públicos
- Escuela de Lengua Extranjera
- escuela de artes
- Escuela de Periodismo y Comunicación
- Facultad de Derecho
- Academia de Cine Meishi
- Escuela de Química e Ingeniería Química
- Escuela de Bioingeniería
- escuela de física
- Escuela de Matemáticas y Estadística
- Escuela de Educación Física
- Facultad de Ciencias de la Vida

Facultad de Medio Ambiente Construido
- Escuela de Arquitectura y Urbanismo
- Escuela de Ingeniería Civil
- Escuela de Construcciones Urbanas e Ingeniería Ambiental
- Escuela de Gestión de la Construcción y Bienes Raíces

Facultad de Ingeniería
- Escuela de Ingeniería Mecánica
- Escuela de Ingeniería Eléctrica
- Escuela de Ingeniería de Potencia y Energía
- Escuela de Ciencia e Ingeniería de Materiales
- Escuela de Recursos y Ciencias Ambientales
- Escuela de Ingeniería Aeroespacial
- Instituto Cooperativo Conjunto (JCI) de la Universidad de Chongqing y la Universidad de Cincinnati

Facultad de Ciencias y Tecnología de la Información
- Escuela de Ciencias de la Computación
- Escuela de Automatización
- Escuela de Ingeniería de Comunicaciones
- Escuela de Ingeniería Optoelectrónica
- Escuela de Ingeniería de Software

Otras
- Escuela Internacional (Facultad de Educación Internacional)
- Facultad de Ciencia y Tecnología de la ciudad
- Facultad de Educación Continua
- Facultad de Educación en Redes

### Docencia e investigación
La Universidad de Chongqing posee 17 materias clave estatales y 14 materias clave bajo el "Proyecto 211" estatal, 38 materias clave provinciales o ministeriales. La universidad crea 14 puestos de profesores especialmente designados en el marco del "Programa de premios académicos del río Yangtze". Ha establecido tres bases nacionales de enseñanza para cursos fundamentales y una base nacional de educación de calidad para estudiantes universitarios, nueve laboratorios clave nacionales y laboratorios clave ministeriales, 71 laboratorios clave provinciales y 130 laboratorios de diferentes especialidades. Además, la Universidad de Chongqing ha construido el centro de educación a distancia, aulas multimedia de gran escala y aulas audiovisuales interactivas, laboratorios o centros de formación en cooperación con empresas de fama mundial como Siemens, Microsoft, IBM, Rockwell, Omron, etc. La universidad tiene una editorial nacional clave, un instituto nacional de diseño arquitectónico de primera clase y un instituto de planificación y diseño de primera clase.
En los últimos años, la universidad ha llevado a cabo más de 100 proyectos científicos nacionales de diferentes tipos y ganó 13 premios nacionales de invención, 40 premios al avance científico y tecnológico, 4 premios de ciencias naturales, 968 premios ministeriales y provinciales, 283 premios de logros en docencia.

### Clasificaciones
Disciplinas mejor clasificadas en China 
| Rango Nacional | Importante                               |
| -------------- | ---------------------------------------- |
| 4              | Ingeniería Minera                        |
| 4              | Planificación Urbana                     |
| 5              | Arquitectura                             |
| 5              | Ingeniería Industrial                    |
| 5              | Ingenieria Eléctrica                     |
| 5              | Ciencia y tecnología de instrumentación. |
| 6              | Ingeniería Biomédica                     |
| 6              | Ingeniería metalúrgica                   |
| 7              | Arquitectura del Paisaje                 |
| 8              | Ingeniería Mecánica                      |
| 10             | Ingeniería civil                         |
| 11             | Ciencias e ingeniería de seguridad       |
| 11             | Ingeniería de software                   |
| 13             | Arte teatral y cinematográfico           |
| 14             | Topografía                               |
| dieciséis      | Ley                                      |
| 17             | Administración de Empresas               |
| 18             | Gestión pública                          |
| 18             | Ingeniería de la Energía                 |
| 19             | Ingeniería Química                       |
| 19             | Ciencias de la Gestión e Ingeniería      |
| 20             | Informática y tecnología                 |

### Biblioteca
La biblioteca de la universidad está equipada con instalaciones modernas y una colección de 3,90 millones de volúmenes, 6.000 tipos de publicaciones periódicas chinas y extranjeras y 2,0 millones de volúmenes de libros electrónicos. Además cuenta con 5 salas de lectura electrónica con 65.000 libros y revistas electrónicos. El nodo central Chongqing de la Red de Investigación Educativa de China (CERNET) está instalado en la biblioteca.

### Laboratorios clave
Laboratorios estatales clave (centros de ingeniería)
- Transmisión Mecánica
- Equipos y sistemas de transmisión y distribución de energía Seguridad y nuevas tecnologías
- Centro tecnológico de I+D para ingeniería de aleaciones de magnesio
- Nuevos dispositivos micronano y tecnología de sistemas
- Centro Internacional de I+D para Micro-Nano Sistemas y Nuevas Tecnologías de Materiales

Laboratorios clave del Ministerio de Educación de China
- Tecnología y sistemas optoelectrónicos
- Ingeniería de control de desastres ambientales y explotación de recursos del suroeste de China
- El entorno ecológico de la región del embalse de las Tres Gargantas
- Centro de Supervisión, Inspección y Prueba de Ingredientes de Productos Biológicos Transgénicos
- Construcción Urbana de Montaña y Nuevas Tecnologías (en construcción)
- Centro de Ingeniería de Ensayos No Destructivos CT Industrial (en construcción)

Bases de innovación disciplinaria para la educación superior
- Educación ("Proyecto 111")
- Base innovadora de mecánica biológica e ingeniería de reparación de tejidos
- Base innovadora de equipos de transformación y transmisión de energía y tecnología de seguridad de sistemas

Laboratorios provinciales clave
- Ingeniería de sistemas de fabricación
- Monitoreo de información de sistemas y tecnología de alto voltaje
- Ingeniería Biomédica
- Ingeniería metalúrgica
- Nuevas Tecnologías en Ingeniería Eléctrica
- Ingeniería de software
- Explotación de recursos minerales y daños ambientales y desastres de ingeniería en la región del embalse de las Tres Gargantas
- Ingeniería de Automatización
- Ingeniería termal
- Ingeniería de rocas y suelos
- Física de Materiales Ingeniería de Instalaciones y Medio Ambiente de la Edificación
- Tecnología de transmisión de información de prueba y monitoreo de portadores y teledetección
- Nuevos materiales de construcción e ingeniería.
- Prevención de la contaminación y reciclaje de residuos Tecnología arquitectónica
- Ingeniería Municipal y Ambiental

## Instalaciones
La Universidad de Chongqing cubre un área total de más de 3,65 kilómetros cuadrados y consta de cuatro campus. Con montañas verdes rodeadas y el río Jialing fluyendo, los cuatro campus están ubicados en medio de paisajes naturales y recibieron el título de "Universidad Jardín" por parte de la municipalidad de Chongqing.

## Divulgación y cooperación
Ha establecido vínculos de intercambio interuniversitario con más de 100 instituciones de educación superior en 20 países como Estados Unidos, Inglaterra, Francia, Alemania, Italia, Canadá, Australia, Países Bajos, Japón, Corea del Sur, Rusia, etc.